# Helene Gotthold
Helene Gotthold (* 31. Dezember 1896 in Dortmund als Helene Nieswand; † 8. Dezember 1944 in Berlin-Plötzensee) leistete Widerstand gegen den Nationalsozialismus und wurde deswegen 1944 hingerichtet. Sie gehörte zu den Zeugen Jehovas, ehemals Bibelforscher und verhielt sich konsequent pazifistisch.

## Leben und Wirken
Die Krankenschwester Helene Gotthold lebte überwiegend in Herne, war mit dem Bergarbeiter Friedrich Gotthold verheiratet und hatte zwei Kinder, Gisela und Gerd.
Die Eheleute Gotthold waren zunächst Protestanten, schlossen sich aber – enttäuscht von der überwiegend militaristischen Haltung ihrer Kirche im Ersten Weltkrieg – 1926 den Bibelforschern an, die Kriegsdienst ablehnten. Sie beteiligten sich an der öffentlichen Missionstätigkeit ihrer örtlichen Gruppe.
Bereits kurz nach der Machtergreifung der NSDAP wurden Jehovas Zeugen, wie sie sich seit 1931 nannten, verboten. Einige trafen sich aber im privaten Rahmen weiterhin. Hitlergruß, Führereid und den Militärdienst lehnten sie entschieden ab, da sie nur Jehova als höchste Autorität anerkannten. Trotz des Verbots setzten die Gottholds die Missionstätigkeit für ihre Religionsgemeinschaft fort: Sie warfen beispielsweise Informationsblätter gegen den Kriegsdienst in Briefkästen, nahmen an religiösen Versammlungen in Privatwohnungen teil und verteilten illegal den Wachtturm. Deswegen wurden sie mehrmals inhaftiert, der Ehemann beispielsweise 1936. Wenige Monate später durchsuchte die Gestapo die Wohnung der Gottholds in Herne und verhaftete die schwangere Helene Gotthold. Während der Verhöre schwer misshandelt, erlitt sie eine Fehlgeburt. Sie wurde damals zu 18 Monaten Gefängnis verurteilt und anschließend in sogenannter ‚Schutzhaft‘ behalten.
Nach ihrer Entlassung Anfang der 1940er Jahre nahmen die Gottholds ihre verbotene Tätigkeit für die Zeugen Jehovas wieder auf. Im Februar 1944 wurden sie erneut im Gefängnis von Essen inhaftiert. Nach einem alliierten Bombenangriff, bei dem das Essener Gefängnis getroffen worden war, wurden die Eheleute Gotthold nach Potsdam verbracht. Aus dem Gefängnis konnte Helene Gotthold, nach Auskunft ihrer Tochter Gisela Tillmanns, Botschaften an ihre Kinder schmuggeln, darunter diese:
„Wir sind geächtet wie Schlachtschafe. Wenn es des Herrn Wille ist, so kann er es abwenden. Lässt er es aber zu, so wollen wir es mit seiner Hilfe geduldig ertragen. Ein Zurück gibt es nicht mehr.“
Am 4. August 1944 verurteilte der Volksgerichtshof in Berlin Helene Gotthold gemeinsam mit anderen Zeugen Jehovas, die ihrer Überzeugung nicht abschwören wollten, zum Tode. In dem Urteil hieß es:
„Im Namen des deutschen Volkes wurde verkündet: Die Angeklagten haben sich sämtlich bis Dezember 1943 für die „Internationale Bibelforscher-Vereinigung“ betätigt. Sie werden deshalb wegen Wehrkraftzersetzung in Verbindung mit landesverräterischer Begünstigung des Feindes verurteilt, und zwar die Angeklagten Luise Pakull, Else Woicziech, Wilhelm und Mathilde Hengeveld, Helene Gotthold und Ernst und Henriette Meyer je zum Tode und zu lebenslangem Ehrverlust.“
Helene Gotthold wurde am 8. Dezember 1944 in der Hinrichtungsstätte des Strafgefängnisses Berlin-Plötzensee geköpft.
In ihrem Abschiedsbrief schrieb sie:
„Berlin-Plötzensee, 8. Dezember 1944. Ihr könnt mir glauben, ich habe die letzte Nacht gut geschlafen. In meinem Herzen ist Frieden und Ruhe. … Mein Gebet war täglich, dass Euch der himmlische Vater auf allen Euren Wegen seinen Schutz angedeihen lassen möge. Nun seid alle herzl. gegrüßt und geküsst von Eurer stets liebenden Mutter. Nochmals reiche ich Euch im Geiste beide Hände u. drücke Euch herzlich.“